# Tambun Naibaho
Tambun Naibaho (sinh ngày 14 tháng 10 năm 1990, ở Pangururan) là một cầu thủ bóng đá người Indonesia thi đấu cho Semen Padang ở Liga 1 ở vị trí tiền đạo.

## Sự nghiệp

### PS TNI
Tambun ra mắt cho PS TNI trước Madura United FC, Tambun ghi bàn mặc dù đội bóng không giành chiến thắng. Tỉ số trận đấu là 1-2 nghiêng về Madura United F.C.. Bàn thắng thứ hai của anh là vào lưới PSM Makassar ở vòng 5 the Indonesia Soccer Championship A 2016. Anh là cầu thủ chính của PS TNI, khi chứng minh được anh luôn thi đấu xuất sắc.

### Semen Padang
Năm 2017, Tambun gia nhập câu lạc bộ của Padang Semen Padang F.C. để thi đấu tại Liga 1.